# Phaeographis tuberculifera
Phaeographis tuberculifera är en lavart som beskrevs av A. W. Archer. Phaeographis tuberculifera ingår i släktet Phaeographis och familjen Graphidaceae.   Inga underarter finns listade i Catalogue of Life.